# Chester (Massachusetts)
Chester es un pueblo ubicado en el condado de Hampden en el estado estadounidense de Massachusetts. En el Censo de 2010 tenía una población de 1.337 habitantes y una densidad poblacional de 13,88 personas por km².

## Geografía
Chester se encuentra ubicado en las coordenadas 42°16′26″N 72°56′36″O / 42.27389, -72.94333. Según la Oficina del Censo de los Estados Unidos, Chester tiene una superficie total de 96.33 km², de la cual 94.83 km² corresponden a tierra firme y (1.56%) 1.5 km² es agua.

## Demografía
Según el censo de 2010, había 1.337 personas residiendo en Chester. La densidad de población era de 13,88 hab./km². De los 1.337 habitantes, Chester estaba compuesto por el 98.65% blancos, el 0.07% eran afroamericanos, el 0% eran amerindios, el 0.15% eran asiáticos, el 0% eran isleños del Pacífico, el 0.22% eran de otras razas y el 0.9% pertenecían a dos o más razas. Del total de la población el 1.12% eran hispanos o latinos de cualquier raza.